# Obdacher Straße
Die Obdacher Straße B 78 ist eine Landesstraße in Österreich mit einer Länge von 40,7 km. Namensgebend ist der Ort Obdach in der Steiermark. Die Obdacher Straße ist eine wichtige Verbindung von Kärnten in die Steiermark. Sie verbindet den Bezirk Wolfsberg mit dem Bezirk Murtal.

## Geschichte
Die Obdacher Straße gehörte seit dem 1. Jänner 1949 zum Netz der Bundesstraßen in Österreich.
Seit dem 1. Jänner 1973 gehörte auch der nördliche Streckenabschnitt zwischen Weißkirchen und Zeltweg zum Netz der Bundesstraßen in Österreich.

## Verlauf

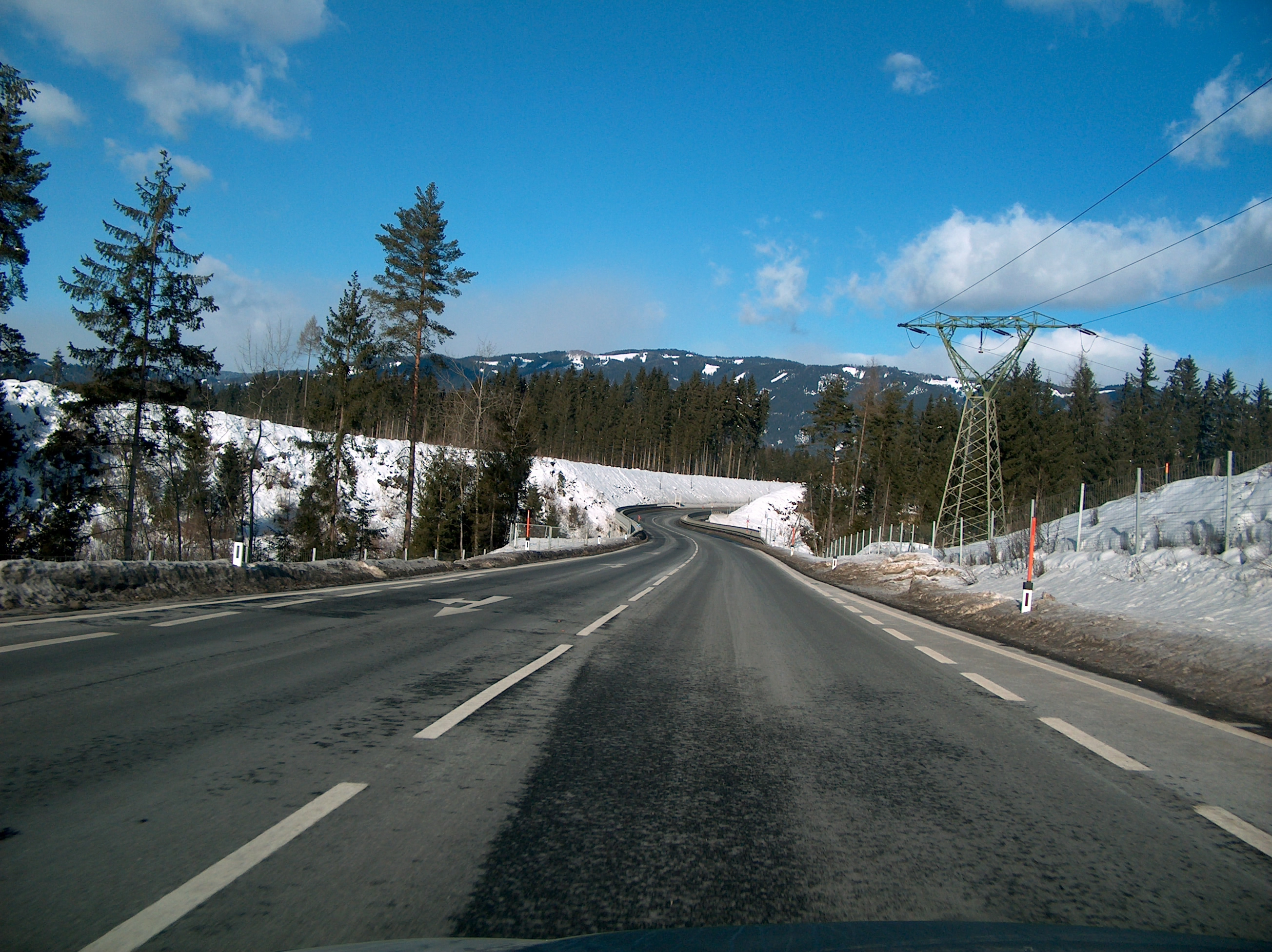
Umfahrung Zeltweg

Die Obdacher Straße beginnt an der Kreuzung mit der Packer Straße B 70 in Twimberg, einer Katastralgemeinde der Stadt Bad St. Leonhard. Die nächste wichtige Kreuzung der B 78 ist die Autobahnauffahrt Bad St. Leonhard zur Südautobahn A 2. Weiter nördlich verläuft die Straße durch das Stadtgebiet von Bad St. Leonhard. Im weiteren Verlauf folgt die Umfahrung Reichenfels und der Obdacher Sattel. Dann wird der Umfahrungstunnel Obdach und die Ortsdurchfahrt Eppenstein erreicht. Kurz nach Eppenstein folgt der Kreisverkehr mit der Gaberl Straße B 77 und der L 537. Die Obdacher Straße endet schließlich bei der Auffahrt zur Murtal Schnellstraße S 36.

## Ortsumfahrungen
Während die Umfahrung Reichenfels schon lange besteht, gibt es die Umfahrungen Obdach und Zeltweg erst seit einigen Jahren, die Umfahrung Bad St. Leonhard wurde vor kurzem fertiggestellt. Für die Gemeinde Eppenstein gibt es keine Pläne, eine Umfahrungsstraße zu bauen.

### Umfahrung Zeltweg
Die Umfahrung Zeltweg wurde am 3. November 2004 nach 2½ Jahren Bauzeit eröffnet und kostete 11 Mio. Euro. Vor der Eröffnung der Umfahrung Zeltweg verlief die B 78 durch die Ortsgebiete von Zeltweg und Fisching, einer Katastralgemeinde von Maria Buch-Feistritz. Da auf der Strecke sehr starker Verkehr (vor allem LKW) herrschte, wurde der Ruf nach einer Umfahrung immer lauter. Erst nach einer Sperre der Straße durch Anrainer entschied man sich, die Umfahrung beim bestehenden Kreisverkehr mit der Gaberl Straße B 77 zu beginnen. Diese Kreuzung wurde zu einem Kreisverkehr mit fünf Ästen ausgebaut. Die Strecke der Umfahrung führt westlich an Zeltweg vorbei durch unbewohntes, aber schwierig zu bebauendes Gebiet. So wird die Mur dreimal gequert, und auch die Rudolfsbahn musste auf einer Brücke überquert werden. Die ehemalige B 78 wurde zur Landesstraße L 537 abgestuft.

### Umfahrung Obdach
Am 24. April 2002 wurde die Umfahrung Obdach nach vierjähriger Bauzeit eröffnet und kostete 18,5 Mio. Euro. Die Ortsdurchfahrt von Obdach war eine der Engstellen der Obdacher Straße, da dort im Bereich des ehemaligen Stadttores nur einspurig gefahren werden konnte. Kernstück der 2120 m langen Umfahrung ist eine 784 m lange Unterflurtrasse.

### Umfahrung Bad St. Leonhard
Auch in Bad St. Leonhard wird seit geraumer Zeit an eine Umfahrung der Stadt gedacht. Ähnlich wie früher in Obdach führt die Straße in Bad St. Leonhard über den Hauptplatz und bei der ehemaligen Stadtmauer besteht ebenfalls eine Engstelle. Vor allem aufgrund der vielen LKW wird die Umfahrung von vielen Bürgern gefordert.
Der vier Jahre lang dauernde Planungsprozess kam am 22. Juni 2006 zu einem Abschluss, als die Trasse im Gemeinderat der Stadt Bad St. Leonhard einstimmig beschlossen wurde. Eine von Josef Kantor geleitete Bürgerinitiative verzichtete bereits im Vorfeld auf die Forderung nach einer Einhausung im Bereich Untere Stadt, weil Verkehrsreferent Landesrat Gerhard Dörfler (BZÖ) versprach, die geplante Lärmschutzwand in diesem Bereich von vier auf fünfeinhalb Meter zu erhöhen und mit hoch lärmabsorbierenden Elementen zu versehen. Auch diese Maßnahme wurde im Gemeinderat beschlossen.
Die beschlossene Westumfahrung von Bad St. Leonhard wird nahe der Lavant verlaufen und beinhaltet zwei Unterflurtrassen mit 340 bzw. 475 m. Bei der längeren Unterflurtrasse im Bereich der Badsiedlung müssen vier Häuser abgelöst werden. Die Gesamtkosten sollen 36 Mio. Euro betragen. Der Spatenstich erfolgte kurz vor den Kärntner Gemeinderats- und Landtagswahlen am 28. Februar 2009 im Beisein von Landeshauptmann Gerhard Dörfler.
Nach Kritik des Rechnungshofs wurde das Projekt umgeplant und es wurde nur eine Unterflurtrasse errichtet, ebenso wurden mehr Grundstücke abgelöst, sodass 18 Familien umzogen. Die Gesamtkosten betrugen schließlich rund 46 Mio. Euro. Am 15. Juli 2012 wurde die Umfahrung von Landeshauptmann Gerhard Dörfler feierlich eröffnet.

## Ausbau und Sanierung
Die B 78 wird seit Jahren schrittweise ausgebaut. Bis zum Jahr 2006 sollte von Reichenfels bis Mauterndorf ein durchgängiger Radweg entlang der Straße errichtet sein. 2004 wurden Teile der Straße zwischen Obdach und Eppenstein saniert. Die Strecke über den Obdacher Sattel wurde im Jahr 2005 saniert und die Fahrbahn verbreitert. Auf jeder Seite vor dem Obdacher Sattel wurden Kettenanlegeplätze für LKW errichtet.